# 德钦冷蕨
德钦冷蕨（学名：Cystopteris deqinensis）为蹄盖蕨科冷蕨属下的一个种。

## 扩展阅读
- 維基物種上的相關：德钦冷蕨